# Vincent-Marie de Vaublanc
Vincent-Marie Viénot, conte de Vaublanc (n. 2 martie 1756, Fort Dauphin – d. 21 august 1845, Paris) a fost un om politic și scriitor francez catolic, monarhist. Din 26 septembrie 1815 până în 7 mai 1816, a îndeplinit funcția de Ministru de Interne al Franței.
Cariera sa politică s-a desfășurat sub conducerea succesivă a lui Ludovic al XVI-lea, Paul Barras, Napoleon, contele de Artois, viitorul Carol al X-lea și Ludovic al XVIII-lea. Proscris și căutat de patru ori de regimuri politice diferite, niciodată arestat, el a reușit de fiecare dată să fie reabilitat. În lunga sa carieră, plină de evenimente, a fost deputat regalist în timpul Revoluției franceze și al Directoratului francez, proscris în timpul regimului de Teroare, prefect al lui Napoleon, ministru de Interne în timpul regelui Ludovic al XVIII-lea și la încheierea vieții sale politice a fost deputat ultramonarhist. Este cunoscut în special pentru discursurile sale convingătoare și pătimașe, elocventă fiind implicarea sa în controversata reorganizare a Academiei Franceze, din anul 1816, în calitate de Ministru de Interne.
Face parte dintre personajele secundare care traversează și marchează această perioadă a istoriei Franței. Având un caracter ordonat, partizan al revoluției din 1789, și-a sfârșit viața politică sub Restaurație, pe poziția de contra-revoluționar extremist.

## Formația clasică militară sub Vechiul Regim

Blazonul familiei Vaublanc.

Originar dintr-o familie nobilă din Bourgogne, este fiul cel mare al maiorului de administrație Vivant-François Viénot de Vaublanc, comandant al Fort Saint-Louis de la Fort-Dauphin, azi Fort-Liberté, din Haiti. S-a născut la Fort Dauphin și a crescut în Saint-Domingue, unde tatăl său era cantonat. A venit în Franța metropolitană, pentru prima oară, la vârsta de șapte ani.
În perioada 1770 - 1774, urmează studiile militare la Școala de Cadeți din La Flèche și la Școala Militară de la Paris, fiind decorat cu ordinul Saint-Lazare înainte chiar de încheierea școlii de către contele de Provence, viitorul rege Ludovic al XVIII-lea, mare maestru al ordinului.
Din 1776 până în 1782, este menționat cu gradul de sublocotenent în regimentul de la Sarre care aparținea ducelui de La Rochefoucauld, împreună cu unchiul său, locotenent-colonelul Charles. În această perioadă își urmează cariera militară, în garnizoanele de la Metz, Rouen și Lille, apoi obține scrisori de serviciu pentru Saint-Domingue, unde îl chemau probleme de familie. 
Acolo, se căsătorește cu domnișoara de Fontenelle, de la care are o fiică, și revine în Franța în 1782. În același an, cumpără funcția de locotenent al mareșalilor Franței din Dammarie-les-Lys, aproape de Melun și își achiziționează o casă în regiune.
Atribuțiunile acestei funcții de locotenent constau în concilierea gentilomilor în caz de litigiu, fapt ce-i permite să fie cunoscut de mulți dintre aristocrații regiunii. Funcția îi lasă și timpul necesar pentru a se ocupa de agricultură, de litere și de arte, iar ca lucru inedit, la învestirea sa ca locotenent își declară profesia de proprietar-cultivator.

## Intrarea în politică în timpul Revoluției franceze

### Primele funcții locale în convocarea Stărilor Generale

Blazonul departamentului
Seine-et-Marne
creat în 1790

Sedus în prima perioadă de ideile noi ale Revoluției franceze, el se lansează în cariera politică și devine membru al nobilimii aparținând „Baillage”-ului din Melun în 1789. El a fost ales secretar al acestei instituții, președinte fiind Louis-Marthe de Gouy d'Arsy, marele „bailli” din Melun, și din care făcea parte și celebrul navigator și explorator Louis Antoine de Bougainville. Acest comitet avea misiunea de a prezenta Regelui lista doleanțelor, pentru a desemna un deputat în cadrul Stărilor Generale. Vincent-Marie Viénot a sprijinit candidatura lui Emmanuel Marie Michel Philippe Fréteau de Saint Just, care a fost ales din partea nobilimii în „Baillage”-ul din Melun, iar mai târziu a devenit membru al Adunării Constituante în 1789.
În 1790, Vaublanc este numit președinte al Consiliului Departamental și Consilier General de Seine-et-Marne, funcții care-i dădeau dreptul de a prezida directoratul administrativ al acelui departament.

### Luptă pierdută contra Iacobinilor în Legislativ
La dizolvarea Comitetului Constitutiv, colegiile electorale erau pregătite pentru alegerea noilor deputați. La 1 septembrie 1791, Vaublanc a fost ales de pe poziția a 8-a dintr-o listă de 11 candidați din Seine în cadrul Comitetului Legislativ Francez, cu 273 de voturi din 345 de votanți . A fost unul dintre puținii politicieni care aveau experiență în problema coloniilor din Indiile de Vest, majoritatea celor aleși fiind novici în politică, fiind fideli cauzei lor, fapt demonstrat prin imposibilitatea întrunirii cvorumului la adunarea Comitetului Constitutiv din 1789. 

#### Figură a Clubului Feuillanților[15]
Din prima zi de ședință, Vaublanc s-a făcut remarcat pronunțând un discurs care denunța relele condiții în care Ludovic al XVI-lea ar fi fost primit de Adunare a doua zi. În urma acestor declarații, el a fost ales vicepreședinte din 3 până în 15 noiembrie 1791, cu 104 voturi (contra 92 pentru Brissot, unul dintre șefii Girondinilor) de către o adunare majoritar regalistă. Devine apoi președinte din 15 până în 28 noiembrie 1791.La 29 noiembrie, Vaublanc este însărcinat cu redactarea unui mesaj care îi cerea regelui să-și retragă veto-ul pe care îl emisese contra decretului din 9 noiembrie al Adunării, care avea drept scop să contribuie la încetarea emigrației masive (încurajate de preoți și de nobili), amenințând prinții germani cu represalii, dacă vor continua să servească de refugiu armatei prinților (contele d’Artois și prințul Condé). Adunarea este atât de satisfăcută de munca sa încât, printr-o derogare formală a uzanțelor, ea îi ceru ca, în fruntea unei deputății de 24 de membri, să meargă să-și citească el însuși mesajul în fața Regelui. Ludovic al XVI-lea răspunde că va lua în considerare mesajul Adunării și, câteva zile mai târziu, anunța hotărârile sale în această privință.

Cu această ocazie, Vaublanc își face un nume indicând Adunării 
„că regele se înclinase primul și că el (Vaublanc) nu făcuse altceva decât să-i răspundă la salut.”

Anecdota scoate în evidență bascularea raportului de forțe existente între puterea legislativă, reprezentată de Adunarea legislativă și puterea executivă, reprezentată de Ludovic al XVI-lea, care nu mai este decât „Rege al Francezilor”. Vaublanc se alătură partidului monarhiștilor constituționali și se înscrie în Clubul Feuillanților, ca și alți 263 de colegi (din 745 de deputați). Devine unul dintre șefii Adunării, împreună cu Jacques Claude Beugnot, Mathieu Dumas și François Jaucourt, întrucât principalii conducători, ca Barnave sau Lameth nu rămân mult timp. Se opune cu tărie guvernelor revoluționare, făcându-se remarcat prin lealitatea sa față de rege, opoziția sa față de măsurile represive privitoare la preoții refractari, față de legile votate pentru confiscarea bunurilor expatriaților și, în sfârșit, denunțând masacrele din Avignon Discuțiile se radicalizează. Mulțimea care asistă la dezbateri, ca și unii dintre colegii săi de Cameră, îi strigă: 
„À la lanterne!”
Nicolas de Condorcet, colegul său de la Adunarea legislativă în 1791, care nu-l apreciază câtuși de puțin, spune despre el:
„Există în orice adunare oratori zgomotoși cu capul găunos, care produc un mare efect cu neghiobii redundante.”
Iar Brissot îl supranumește „Căpetenia bicameriștilor”.

#### Inevitabila cădere a monarhiei
În 1792 Vaublanc este unul dintre cei care asigură apărarea contelui de Rochambeau în fața Adunării și care asigură achitarea acestuia.
Urmând majoritatea Adunării care dorea abolirea sclaviei în Antile, Vaublanc îi pune totuși în gardă, printr-un discurs ținut la 20 martie pe aboliționiștii cei mai duri, cum era Brissot, care cunoșteau prea puțin viața din colonii, cu privire la riscurile de război civil, date fiind diversitatea categoriilor etnice și sociale ale populației din Saint-Domingue. Susține, printre altele, legea din 4 aprilie 1792 care acorda cetățenia tuturor bărbaților de culoare și negrilor liberi. În timpul ședinței din 10 aprilie, se pronunță în favoarea abolirii progresive a sclaviei negrilor din colonii, după exemplul Danemarcei și al Marii Britanii.

La 3 mai 1792, sprijină propunerea lui Beugnot care provoacă un decret de punere sub acuzare a lui Marat și a abatelui Royou, iar la 8 mai, în cadrul Adunării, se adresează iacobinilor în termenii următori: 
„Doriți, domnilor, să salvați Constituția; ei bine, nu veți reuși aceasta decât doborând facțiunile și pe membrii acestora; decât luptând pentru nimic altceva decât legea; decât pierind cu ea și pentru ea și vă declar că nu voi fi cel din urmă care va pieri împreună cu dumneavoastră pentru punerea sa în aplicare; să credeți asta, domnilor...”
La 18 iunie, este ales membru al comisiei extraordinare a celor doisprezece, creată la propunerea lui Marant, însărcinată cu examinarea situației Franței și de a propune măsurile pentru salvarea Constituției, libertății și Imperiului. Își dă demisia la 30 iulie.

##### Apărarea lui La Fayette

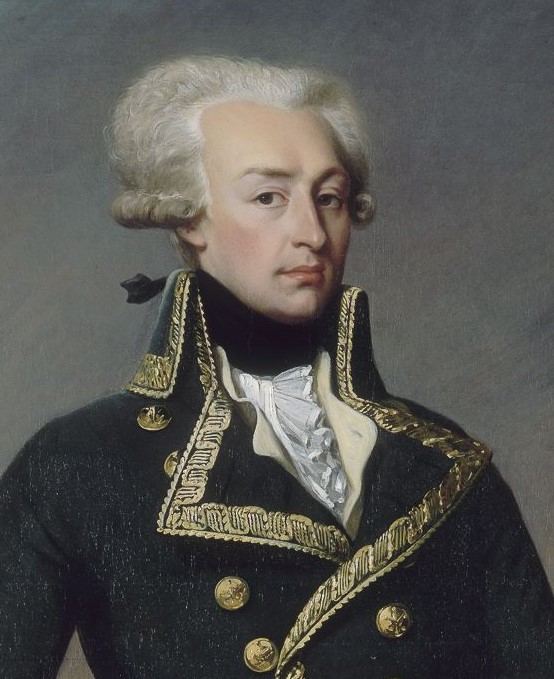
La Fayette

După ziua de 20 iunie 1792, La Fayette se deplasează la Paris la 28 iunie, pentru a-l convinge pe rege să părăsească Parisul și a se pune în fruntea armatelor sale, adunate în nord. La conducerea gărzii naționale, încearcă să închidă cluburile, dar tentativa sa eșuează, în parte datorită refuzului Curții de a-l urma. Ca reacție la această tentativă de lovitură de forță, stânga Adunării decide să propună un decret de trădare împotriva lui La Fayette.
La 8 august 1792, neliniștit și șocat de evenimente, Vaublanc pronunță un discurs în fața Adunării, în care îl apără, cu hotărâre și curaj, în pofida opoziției foarte puternice a iacobinilor, care dominau Adunarea și strada, pe generalul La Fayette, care era amenințat cu un decret de punere sub acuzare pentru încălcarea Constituției. Reușește, cu ajutorul lui Quatremère de Quincy să ralieze cauzei sale (conform propriilor spuse), 200 de deputați indeciși. La Fayette este achitat cu 406 voturi în favoarea sa din 630 de voturi total exprimate.

La ieșirea din ședință, Vaublanc, împreună cu alți circa 30 de deputați, este amenințat, insultat, și busculat de mulțimea ostilă care asistase la dezbateri. Unii dintre deputați au trebuit să se refugieze la corpul de gardă al Palatului Regal de unde s-au salvat fugind pe ferestre. Conform lui Hippolyte Taine: 
„În ce-l privește pe principalul apărător al lui La Fayette, dl. de Vaublanc, atacat de trei ori, a avut prevederea de a nu se întoarce acasă; cu toate acestea, revoltații au dat buzna în casă strigând că optzeci de cetățeni trebuie să piară de mâna lor, iar el trebuie să fie primul; doisprezece oameni au urcat la apartamentul său, au cercetat peste tot, au reluat cercetările în casele vecine și neputând să-l străpungă cu pumnalele chiar pe el, i-au căutat familia; a fost avertizat că dacă va reveni acasă va fi masacrat.”
La 9 august Vaublanc solicită îndepărtarea „federaților” și a „marseiezilor”. Cererea este respinsă de majoritatea Adunării.

##### Ziua de 10 august 1792
În cursul zilei de 10 august 1792, care marchează răsturnarea regimului Adunării legislative de către Comuna insurecțională din Paris, precum și sfârșitul monarhiei, asistă din trăsura sa la doborârea statuii lui Ludovic al XIV-lea din actuala Piață Vendôme. Vaublanc invită Adunarea să părăsească Parisul și să se mute la Rouen (oraș atunci regalist) pentru a se sustrage presiunii revoluționare; scapă unei tentative de asasinat, salvat fiind în ultima clipă de lovitura de spadă a unui tânăr ofițer de geniu, căpitanul Louis Bertrand de Sivray, cunoscut ca viitor general al Imperiului.
Este unul dintre martorii oculari ai sosirii familiei regale venite să se refugieze la Tuileries, asediată pentru a se pune la dispoziția Adunării legislative, întâmplare pe care o va descrie mai târziu în Memoriile sale.

### Proscris în timpul Convenției și al Terorii (1792-1795)
În seara zilei de 10 august, este nevoit să se refugieze la Armand-Gaston Camus, arhivistul Adunării. Câteva zile mai târziu, se ascunde la hotelul Strasbourg, din strada Neuve Saint Eustache. La 3 septembrie 1792, aude agitație în curtea hotelului, crezând că a fost denunțat. De fapt, era vorba despre trecerea unei mulțimi zgomotoase agitând capul prințesei de Lamballe, înfipt într-un par...
Comitetul Salvării Publice și de supraveghere a Convenției, pus de curând în funcțiune, a emis un ordin potrivit căruia a fost pus în afara legii, înscris pe lista proscrișilor de către municipalitatea pariziană. Acest decret îl constrânge să părăsească orașul și să se refugieze în Normandia, unde și-a reîntâlnit familia, apoi în locuința sa de la țară, aflată la Bélombres, aproape de Melun. Acolo a trăit în izolare vreme de câteva luni. Tot acolo a aflat că ziarul Gorsas l-a acuzat că ar fi primit suma de 300.000 de franci de la regină pentru a organiza contra-revoluția în Provence și că el se întâlnea în secret cu aceasta.
Legea suspecților a fost votată la 17 septembrie 1793. Numele său este inclus pe listă. Un detașament revoluționar i-a percheziționat locuința, ceea ce l-a determinat să fugă pe jos, îndreptându-se spre o destinație necunoscută. Rătăcește din han în han, având temeri de a nu fi denunțat, de vreme ce avea obligația de a-și viza pașaportul la comitetul de supraveghere al localităților prin care trecea.
În timpul procesului reginei Marie-Antoinette, la 14 și 16 octombrie 1793, numele său a apărut pe una dintre dovezile acuzării, împreună cu cel al lui François Jaucourt.
Alegând să se îndrepte spre sudul Franței și Bordeaux, își schimbă direcția după ce a aflat de represiunea feroce condusă acolo de Tallien, reprezentantul Convenției, și deci de riscurile aferente. Trece prin Poitiers și La Rochelle, unde rămâne timp de o lună. Cu dorința de a scăpa riscului de a fi înrolat în Garda Națională, unde risca să fie recunoscut, simulează o boală și i se prescrie o cură termală la Castéra-Verduzan, în departamentul Gers. Pentru a nu trezi suspiciuni asupra pretinsei sale maladii, își smulge cu regularitate sprâncenele pentru a reproduce simptomele unui scorbut nevindecabil. În această localitate, află de căderea lui Robespierre la 9 thermidor (27 iulie 1794). A trebuit totuși să aștepte încă patru luni pentru a reveni la Paris, timp în care familia sa a obținut ridicarea hotărârii sale de proscriere.

### Activist contra-revoluționar în timpulDirectoratului(1795-1799)

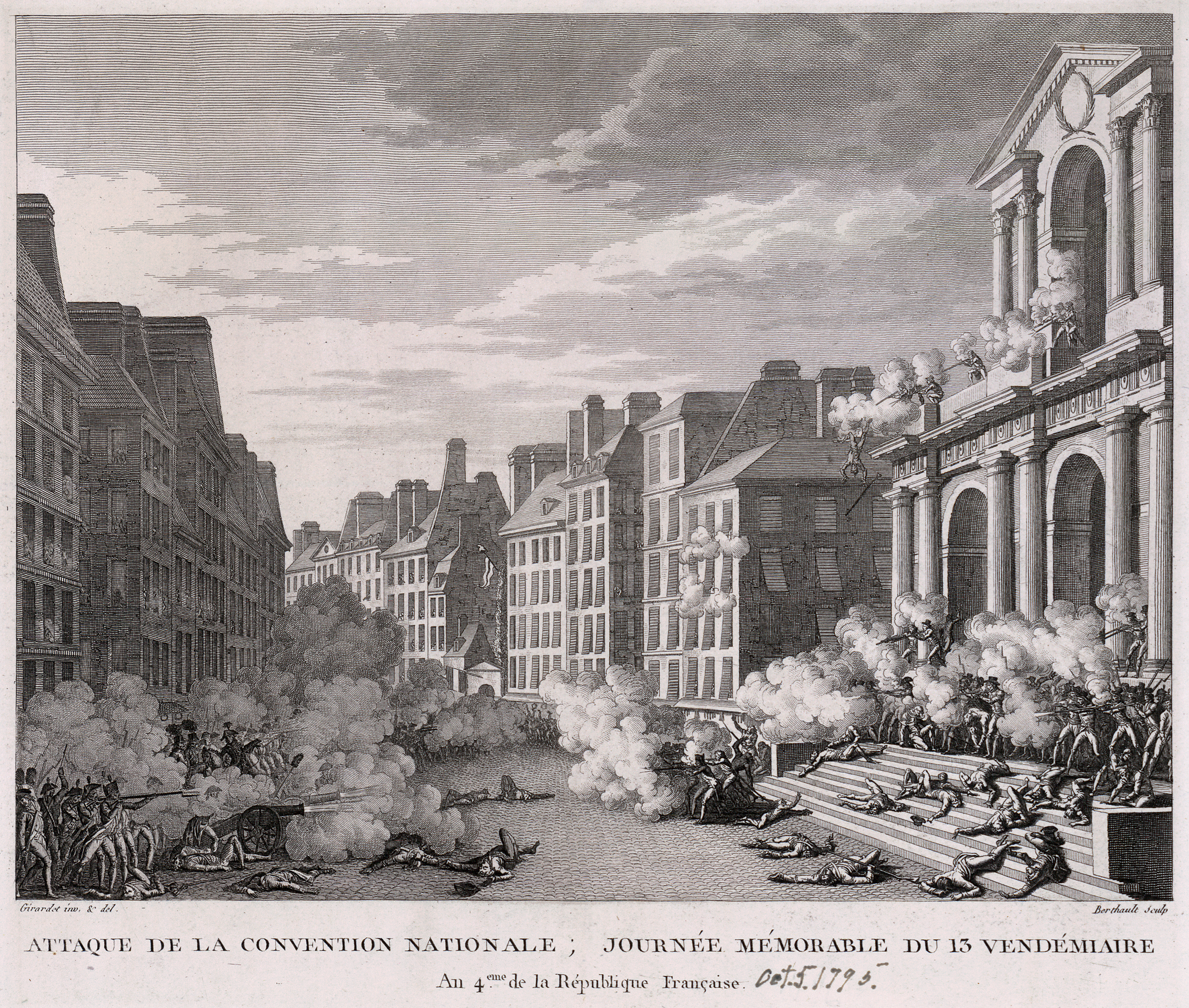
« Atacul împotriva Convenţiei Naţionale în ziua de 13 vendémaire, anul 4 al Republicii Franceze. »
Gravură acqua-forte de Pierre Gabriel Berthault după un tablou de Abraham Girardet (1795).

Revenit la Paris în primăvara anului 1795, publică Refexii asupra bazelor unei constituții, sub pseudonimul Louis-Philippe de Ségur, prezentate de prietenul său Jean-Baptiste-Marie-François Bresson, pe atunci deputat al Convenției nationale. În această operă, militează pentru crearea a două camere parlamentare în loc de una singură cum era cazul sub Convenție, preconizând instalarea unei singure persoane in fruntea executivului, pentru o mai bună eficiență. Pe plan constituțional, se opune regimului de Directorat cu cei cinci dirijanți.
În urma apariției acestei lucrări, comisia (compusă din Daunou și din François-Antoine de Boissy d'Anglas), însărcinată cu elaborarea viitoare constituții a Anului III (cel al Directoratului), îl invită să își exprime ideile. Însă Vaublanc refuză. Sfaturile sale sunt parțial urmate deoarece pentru prima oară în Franța sunt înființate două camere sub numele de Consiliul Bătrânilor (Conseil des Anciens) și Consiliul celor Cinci-Sute (Conseil des Cinq-Cents) pentru a reprezenta puterea legislativă.
Opunându-se decretului celor două treimi are un rol activ împreună cu Antoine Chrysostome Quatremère de Quincy, în timpul insurecției din 13 Vendemaire al Anului IV (5 octombrie 1795). Cu această ocazie, descoperă geniul de tactician al generalului Bonaparte, supranumit generalul Vendémiaire. Este membru al comitetului central regalist care trebuia să desființeze Convenția.
Pe 17 octombrie, ca șef al secțiunii regaliste din Faubourg Poissonnière, este condamnat la moarte în contumacie de către comisia militară prezidată de generalul Lostange cu sediul la Teatrul Francez. Această nouă condamnare îl obligă pentru a doua oară să trăiască ascuns. Se refugiază la Sophie Cottin, prietenă a soției lui Jean-Baptiste-Marie-François Bresson. Profită de această izolare forțată pentru a se dedica din nou uneia din pasiunile sale: desenul.
Convenția, obligată să organizeze noi alegeri, cu câteva zile în urmă, convocase colegiile electorale. Aceste alegeri au avut ca rezultat formarea unei majorități regaliste atât în Senat cât și în Consiliul celor Cinci Sute (Conseil des Cinq-Cents). La 15 octombrie 1795, colegiul electoral din Melun îl alege pe Vaublanc deputat al departamentului Seine-et-Marne, în Colegiul celor Cinci Sute. Pentru a-și putea ocupa fotoliul de deputat, el era însă obligat să aștepte abrogarea condamnării sale pentru neconstituționalitate. De această măsură se ocupau prietenii săi din cadrul consiliului, Desfourneaux și Pastoret. Aprobarea moțiunii de abrogare a fost facilitată de teama pe care o generase în cadrul Consiliului așa numita Conjurație a celor Egali, de la sfârșitul lunii august 1796. În 2 septembrie 1796, Vaublanc pronunță cuvintele jurământului: „Jur ură față de monahie și anarhie”. Ceremonia nu s-a desfășurat fără incidente. Unul din deputații opoziției ar fi strigat: „Mai tare!”. Fără a se emoționa, Vaublanc i-ar fi răspuns: „Iar Dumneavoastră, mai încet.”
Alegerile din anul V (mai 1797), care reînnoiesc o treime din membrii camerelor, răstoarnă situația în favoarea regaliștilor care devin majoritari în ambele consilii. Astfel, pe 20 mai 1797 (20 prairial anul V), Pichegru este ales președinte al Consiliului celor Cinci Sute și Barbé-Marbois președinte al Consiliului Bătrânilor. Vaublanc este numit membru al biroului Consiliului celor Cinci Sute.
În aceeași zi, corpul legislativ trece la înlocuirea directorului republican Le Tourneur care a fost tras la sorți de regalistul moderat François de Barthélemy, pe atunci ambasador al Franței în Elveția. Vaublanc votează împotriva acestei nominalizări, preferându-l pe generalul de Beurnonville.
Noua majoritate susține libertatea presei, ceea ce permite atacul liber asupra Directoratului. Clubul Clichy, în care Vaublanc este membru eminent, controlează cele două camere și amenință în mod direct regimul Directoratului. Vaublanc devine membru al comisiei de inspecție a Clubului Clichy al cărui rol este să mențină ordinea și securitatea în sânul consiliilor. În acest fel are puterea de a da ordine brigadierilor consiliilor.

Barras, mâna forte a regimului, spune despre Vaublanc că are aceleași opinii despre colonia din Saint-Domingue: 
„Vaublanc îmi trimite un bilet prin Morainville. Îmi mărturisește că demersul comisiilor coloniale trebuie să dovedească directorului dorința acestora de a face bine. Încolțit, Directoratul contra-atacă apropiind de Paris armata de la Sambre-et-Meuse de vreo 80.000 de oameni, comandată de Hoche. În același timp, Vaublanc pledează și obține de la Consiliu dizolvarea cluburilor, printre care cel al Jacobinilor”
Pe 16 iulie 1797, sub presiunea consiliilor, cei trei directori republicani Barras, Reubell și La Reveillière-Lépeaux, decid o remaniere ministerială în defavoarea regaliștilor. Pe 3 septembrie, Vaublanc, împreună cu colegul său amiralul Louis Thomas Villaret de Joyeuse și alți membri ai clubului Clichy, este la doi pași de a reuși lovitura de stat împotriva celor trei directori republicani. Planul care l-a convins pe directorul Lazare Nicolas Marguerite Carnot este simplu. Vaublanc este însărcinat cu prezentarea unui discurs în fața Consiliului celor Cinci Sute cerând punerea sub acuzare a celor trei directori republicani. În acest timp, generalul Pichegru, convins de Carnot să intre în conspirație, care este în fruntea gărzii corpului legislativ, avea ca rol să aresteze directorii.,
Din păcate pentru el, generalul Bonaparte, pe atunci șef al armatei din Italia, interceptează, între timp, un agent regalist, Louis-Alexandre de Launay, comte d'Antraigues, care avea documente referitoare la această conspirație și la trădarea lui Pichegru. Napoleon îl trimite atunci pe generalul Augereau împreună cu armata sa la Paris, unde acesta afișează trădarea lui Pichegru pe străzi: este lovitura de stat din 4 septembrie 1797. Principalii conspiratori, ca Pichegru și Barthélémy, sunt arestați și deportați în Guyana. Alții, precum Carnot și Vaublanc, reușesc să fugă. Vaublanc părăsește Parisul, atunci sub asediu, și se ascunde cu ajutorul lui Rochambeau. Trecând prin Elveția, se exilează în Italia sub diverse deghizări, împreună cu prietenul său Pastoret.

## Ralierea la Napoleon Bonaparte
Lovitura de Stat de la 18 brumar din anul VIII (10 noiembrie 1799) și venirea la putere a Consulatului, care emite un decret care permite reîntoarcerea în Franța a proscrișilor, îi va permite revenirea în Franța, unde îi este prezentat lui Bonaparte.

### Deputat în Corpul legislativ
În 1800, Vaublanc a fost ales de Senatul conservator, deputat de Calvados, printre cei 300 de membri ai Corpului legislativ în care exercită funcțiile de chestor, pentru un mandat de cinci ani. Între altele, este însărcinat cu redactarea unui raport asupra Consulatului pe viață.

Admirația și recunoștința sa față de Napoleon Bonaparte, pentru a că a restabilit
„ordinea în Franța și a pus capăt persecuțiilor preoților,”
pot fi văzute în câteva din discursurile sale din epocă, între care este cel pronunțat la 24 floreal din anul X în fața consulilor, în calitate de deputat al Corpului legislativ, discurs elogios pentru primul consul, precum și cel din 13 ianuarie 1805 (24 nivôse, an 13), de această dată în fața lui Napoleon Bonaparte, devenit între timp împărat al francezilor, cu Jean-Pierre Louis de Fontanes, președinte al Corpului legislativ în exercițiu, în timpul inaugurării unei statui de marmură a Împăratului în holul Corpului legislativ, în onoarea părintelui codului civil.
Este președinte al Corpului legislativ de la 21 aprilie la 7 mai 1803.
La 4 noiembrie 1804, papa Pius al VII-lea, făcând popas în călătoria sa spre Paris, cu ocazia încoronării Împăratului, își petrece noaptea în casa lui Vaublanc de la Montargis, la numărul 28, de pe strada Loing.

### Prefect de Moselle 1805-1814
La sfârșitul mandatului său de deputat în 1805, colegiul electoral de Seine-et-Marne îl propune candidat la Senat, dar nu este admis. Interesându-se de noua organizare administrativă și teritorială, de curând pusă în practică, el solicită și obține o prefectură. Este numit la 1 februarie 1805, prefect de Moselle, cu sediul la Metz, unde activează până în 1814. S-a făcut cunoscut prin activismul său. Potrivit Odetei Voillard,
„el întreține cele mai bune relații cu notabilii țării. Gentilom elegant, care parcurgea călare departamentul său, are tendința să instaleze principalele familii ale vechii societăți, în posturile de conducere.”
Napoleon nu pierde prilejul, în această perioadă, să-i mulțumească pentru zel, acoperindu-l cu onoruri. Este făcut comandant al Legiunii de Onoare, cavaler la 28 noiembrie 1809, apoi baron al Imperiului prin scrisorile patente din 19 decembrie 1809 (cu titlul ereditar regulat), gratificat cu premiul unui maiorat la Hanovra, la 17 iulie 1810. În sfârșit, în 1813, ar fi fost făcut conte al Imperiului. Totuși, acest titlu nu a fost întărit prin scrisori patente, și, în consecință, nu este ereditar. Dar acest fapt nu-l împiedică să se facă numit conte de Vaublanc și să obțină reversiunea acestui titlu în beneficiul nepotului său Adolphe de Segond.
În iunie 1812, are o întrevedere cu Împăratul care era în trecere prin Metz. Îi împărtășește obiecțiile sale privitoare la viitoarea campanie în Rusia, însă Împăratul nu-l ascultă. În timpul campaniei în Franța și a replierii armatei la Mainz, în urma înfrângerii suferite la Leipzig, un mare număr de soldați s-au refugiat la Metz, propagând o epidemie de tifos. Vaublanc s-a molipsit și el și nu a lipsit mult să piară.
În 1814, deschide porțile orașului Metz și întâmpină cu entuziasm forțele coalizate.

## Ralierea la Ludovic al XVIII-lea

### Cu prima Restaurație, în ciuda celor o sută de zile
Menținut prefect de Moselle în timpul primei Restaurații, este promovat ofițer al Legiunii de Onoare, la 23 august 1814. La reîntoarcerea lui Napoleon, rămâne prefect în speranța păstrării Metzului pentru Ludovic al XVIII-lea, unde încearcă cu mareșalul Oudinot, guvernator militar al orașului Metz, să împiedice ralierile bonapartiste. Un ordin de arestare publicat de mareșalul Davout, în Monitorul Universal, îl constrânge să fugă spre Luxemburg, pentru a i se alătura lui Ludovic al XVIII-lea la Gand, unde acesta era refugiat.

Anecdota îl arată spunând ofițerului stânjenit că trebuie să-l aresteze:
„Fiți liniștit în privința mea. Dar trebuie să vă gândiți la dumneavoastră înșivă ; nu trebuie să fiți văzut ieșind din curtea cea mare a prefecturii,”
iar Vaublanc îl conduce prin ieșirea anexă înainte de a fugi călare.

La sosirea la Gand, i se alătură lui Chateaubriand care îl citează în Mémoires d’outre-tombe
„Domnul de Vaublanc și Domnul Capelle ni se alăturară. Primul spunea că are de toate în portofelul său. Vreți Montesquieu ? Poftim ; Bossuet ? Poftim.”
Îi remite regelui, prin intermediul contelui de Artois, mai multe memorii asupra stării țării și îi prezice că el (Regele)
„se va reîntoarce la Paris în mai puțin de două luni.”
Sub cea de-a doua Restaurație, pentru a-i mulțumi de ralierea din timpul celor o sută de zile, Ludovic al XVIII-lea îl numește, pe loc, consilier de Stat și îl face, la 27 decembrie 1815, mare ofițer al Legiunii de onoare.
La 12 iulie 1815, Ludovic al XVIII-lea îl numește prefect de Bouches-du-Rhône, cu misiunea de a-i elibera pe cei 500 – 600 de prizonieri bonapartiși închiși la Marsilia, sarcină de care se achită corect, ținând cont de contextul epocii, când (Marsilia se predase englezilor și cunoștea răzmerițe sângeroase antibonapartiste).

### Ministru de Interne ultraregalist (26 septembrie 1815 – 7 mai 1816)
Vrând să se uite trecutul său bonapartist, este cunoscut ca fiind unul dintre cei mai fervenți animatori ai partidei Ultra: Victor Hugo în Mizerabilii, îl ia peste picior pentru faptul că fiind ministru de interne a dat ordin să se scoată litera N (de la Napoleon) de pe podurile de peste Sena, cum este cel de la Iéna.
La 26 septembrie 1815, mulțumită sprijinului acordat de contele de Artois, căruia îi era un intim, este numit de Rege ministru de interne. Noul președinte al consiliului, ducele de Richelieu, care a fost constrâns să-l numească, ar fi făcut să suspende decizia, dar Vaublanc, deja la curent cu vestea, a ocupat rapid ministerul.
Această numire, la propunerea contelui de Artois, arată influența pe care viitorul rege dorea să o exercite în guvernele succesive ale fratelui său. Ținea o curte rivală la pavilionul Marsan și căuta să restaureze monarhia absolută, abrogând esențialul aporturilor Revoluției Franceze.
Rudolf von Thadden, istoric german contemporan, care se sprijină pe discursul lui Martignac din 2 aprilie 1829, estimează că numirea sa (a lui Vaublanc) este datorată mai cu seamă trecutului decât talentului său. Istoricii Emmanuel de Waresquiel și Benoît Yvert merg mai departe, recunoscându-i o
„incompetență care nu este egalată decât de fatuitate.,”
.

Vaublanc desfășoară o activitate contrarevoluționară și ultraregalistă pasionată în fruntea ministerului său, încât regele îi califică activismul
„de un devotament care-ți taie respirația.”
 În timpul dezbaterilor care se țineau la prezentarea de către ministrul justiției a unei legi privitoare la restabilirea curților magistraților, în fața Camerei, Vaublanc ia cuvântul și strigă:
„Franța își vrea Regele!”
 Într-o mare aclamație, deputații Camerei și persoanele prezente în tribune se ridică repetând:
„Da, Franța își vrea Regele !”

De la 2 octombrie 1815, el trimite o circulară tuturor prefecților reamintindu-le prioritățile funcțiilor lor în această perioadă tulburată de teroarea albă:
„Așezați în primul rând al datoriilor voastre menținerea ordinii (...) vigilența previne dezordinile și face inutilă folosirea forței.”
Profită de această situație pentru a controla corpul prefectoral, în profitul regaliștilor, mutând și înlăturând 22 de prefecți, în așa fel încât nu mai era niciun prefect care să fi fost în activitate, în timpul celor „o sută de zile”, la sfârșitul ministeriatului său.
La 18 noiembrie, semnează o ordonanță care viza înlocuirea statului-major al gărzii naționale printr-un comitet format din trei inspectori generali care constituia consiliul colonelului-general, care nu este altul decât moștenitorul tronului. Această ordonanță ridică dreptul de control al celorlalți miniștri asupra numirilor acestora din urmă. Acest lucru permite celor din partida Ultra să se infiltreze în această instituție.

Printr-o ordonanță din 13 ianuarie 1816, accelerează reînnoirea primarilor și a adjuncților acestora la doi ani. Vaublanc explică această măsură prefectului:
„Prin această reînnoire, trebuie să îndepărtați și primarii și adjuncții care fără să fie în cazul unei revocări explicite, vă vor părea puțin potriviți la locul lor.”

Contrasemnând ordonanța din 21 martie 1816, el participă la reorganizarea controversată a „Institut de France”, ca urmare a unei scrisori a lui Jean Baptiste Antoine Suard, secretar perpetuu al Academiei Franceze, în care se scrie:
„Nu pot să nu vă repet că se manifestă aici un spirit revoluționar, a cărui influență trebuie să o oprim urgent, printr-o prevenire înțeleaptă în anumite dispoziții ale reglementărilor pe care le veți da,”
ceea ce îi permite să numească, în mod direct, nouă academicieni din unsprezece.

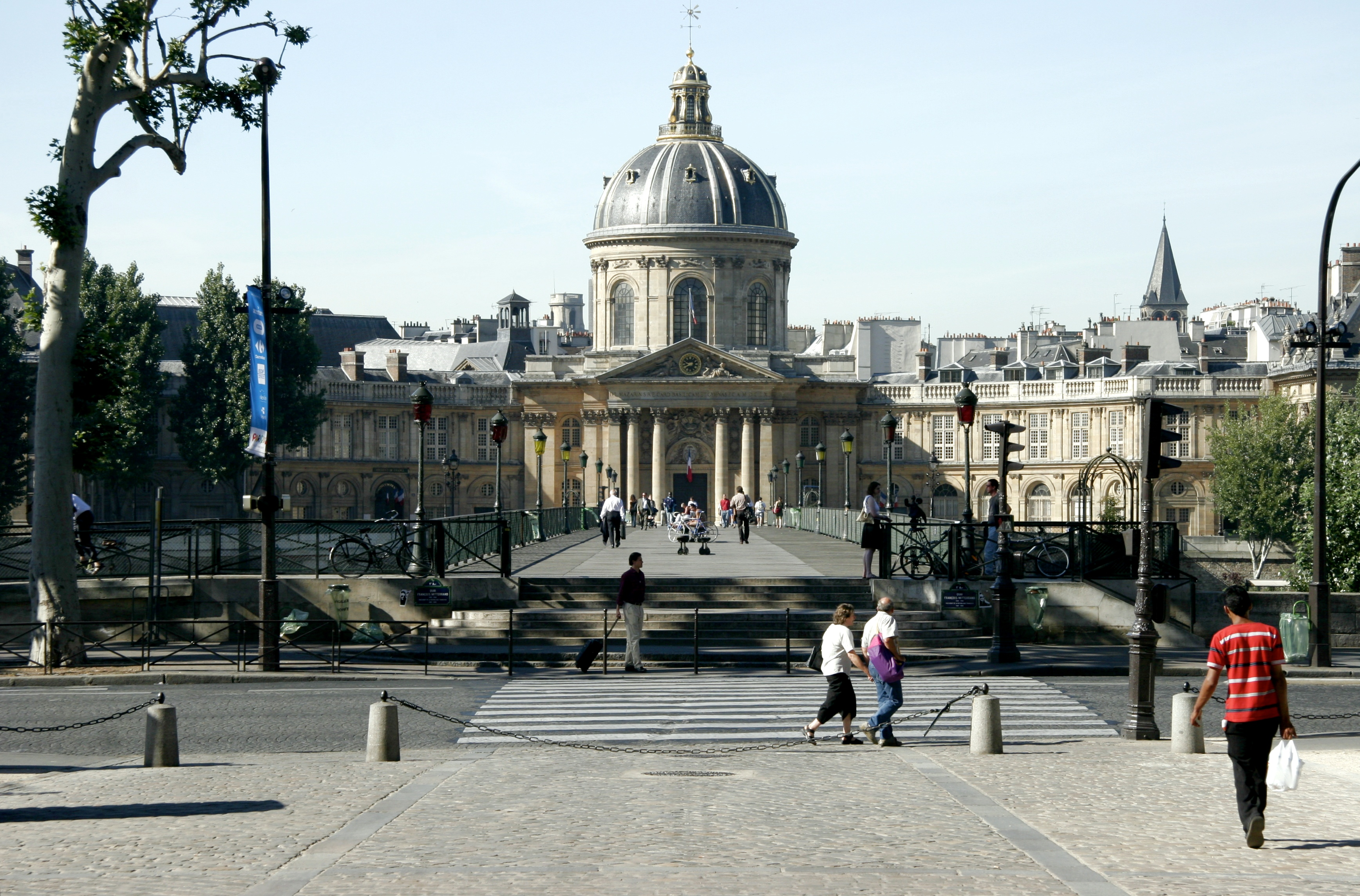
Institut de France, sediul Academiei Franceze

Această tulburare academică, calificată de 
„bunăvoință regală”
a fost în mod diferit apreciată. Partida liberală îi reproșează, în special, că l-a înlocuit pe poetul Arnault cu ducele de Richelieu, pe Roederer cu ducele de Lévis, iar pe Charles-Guillaume Étienne cu contele Choiseul-Gouffier, academicieni considerați de o valoare literară puțin semnificativă<. De aici i se trage porecla de «Maupeou al literaturii». Tot din această inspirație de epurare, propune crearea unui Minister al Artelor pentru Chateaubriand, propunere refuzată de ducele de Richelieu. La 6 aprilie 1816, este ales membru liber al Academiei de Arte de unde, prin uneltiri, l-a înlăturat pe pictorul David.
În calitate de ministru de interne, trebuie să prezinte o nouă lege electorală. Vaublanc o prezintă fără convingere, sprijinindu-se pe articolul 37 din Carta din 1814, reînnoirea Camerei cu câte o cincime în fiecare an, modalitățile de alegere ale Camerei sprijinindu-se pe un sistem de două grade care are din nou scopul de a controla accesul la Cameră, în favoarea regaliștilor. Acest proiect a fost respins, cu 89 de voturi contra 57, de către Camera Deputaților departamentelor, la 6 aprilie 1816. Aceasta era, efectiv, doritoare să rămână la putere cât mai mult timp posibil și face atunci o contrapropunere, care consta în reînnoirea generală la fiecare cinci ani, propunere care a fost respinsă de guvern. Franța rămâne deci fără lege electorală.

La 10 aprilie 1816, în plin Consiliu de Miniștri, Decazes, ministrul poliției, îl interpelează prin această frază:
„Nu sunteți decât ministrul contelui de Artois și ați vrea să fiți mai puternic decât miniștrii regelui !”
 La care, Vaublanc răspunde biciuind:
„Dacă aș fi mai puternic decât dumneavoastră, m-aș folosi de puterea mea pentru a vă acuza de trădare căci sunteți, Domnule Decazes, trădător al regelui și al țării.”

La 13 aprilie 1816, participă la îndepărtarea elevilor școlii politehnice, autori ai 
„dezordinilor și ai actelor de indisciplină,”
 în realitate majoritar bonapartiști, după cea de-a doua Restaurație.

Aliații, care ocupă încă Franța, se neliniștesc de disensiunile survenite în sânul guvernului francez. Ambasadorul rus la Paris, corsicanul Pozzo di Borgo, merge până acolo încât îl pune în cauză pe Vaublanc :
„Una din sursele principale ale dezordinii a fost compoziția eterogenă a ministerului ; defecțiunea celui de Interne a paralizat întreaga forță a autorității și influența Coroanei asupra Camerelor...”

Rivalitățile personale dintre ministrul de interne Vaublanc și cuplul Richelieu-Ducazes, legăturile foarte strânse dintre primul (Vaublanc) și viitorul rege Carol al X-lea, adăugate izbucnirii din 10 aprilie și în sfârșit memoriului remis Regelui, în care Vaublanc insistă asupra
„necesității indispensabile a unui mers mai ferm, mai hotărât”
antrenează căderea sa.
Ministrul Richelieu îl constrânge pe Rege să-l dea afară pe Vaublanc din guvern, punând demisia sa în balanță. Regele sfârșește prin a ceda, iar când i se cere ordonanța pentru o contrasemna, după cum povestește Louis-Mathieu Molé, episodul virează spre vodevil.
Părăsește ministerul la 8 mai 1816 (în același timp cu Barbé-Marbois, ministrul justiției, înlăturat și el, în contrapartidă, la cererea contelui de Artois). Înlocuit fiind de Lainé, Vaublanc primește, în compensație, titlurile onorifice de ministru de stat și de membru al consiliului privat.

## Deputat în Cameră din 1820 până în 1827
A fost ales la 13 noiembrie 1820 (apoi reales la 10 octombrie 1821 și la 6 martie 1824, dar nu în 1827) de către colegiul departamental din Calvados, la reînnoirea Camerei cu o cincime. Își are locul lângă ultra-regaliști. În sesiunea din 1822, a fost ales chiar unul dintre vicepreședinții Camerei.
În același timp, a fost ales și de Guadelupa, unde este coproprietar al unei fabrici de zahăr, în parohia Basse-Terre, ca deputat pe lângă guvernul Regelui, din 1820 până în 1830. Preconizează atunci mai multe schimbări de ordin judiciar și al administrării coloniilor, cum ar fi crearea unui antrepozit.
Împreună cu colegii de Cameră, François Régis de La Bourdonnais, conte de Breteche și baronul de Vitrolles, el controlează o parte din presa ultra-regalistă, începând cu La Quotidienne și Le Drapeau Blanc.
În ianuarie 1823, se pronunță în favoarea Expediției din Spania și este numit membru al comisiei de anchetă cerută de Rege și prezidată de mareșalul Macdonald, pentru a examina exacțiunile comise
Este din nou numit în Consiliul de Stat la 25 iulie 1830, cu promisiunea scrisă să fie numit în „pairie” când ar fi publicate ordonanțele din iulie 1830, pe care nu le-a dorit. Atunci a intervenit căderea lui Carol al X-lea.
Se retrage din viața publică, după urcarea pe tron a lui Ludovic-Filip în 1830. Își ocupă timpul cu scrierea Memoriilor. Moare la 21 august 1845, în cel de-al 90-lea an de viață, aproape orb, la reședința sa situată pe rue du Bac, la Paris.

## Opera
- 1792 Rapport sur les honneurs et récompenses militaires, le 28 janvier 1792, fait à l'Assemblée nationale, au nom du Comité d'instruction publique. Texte en ligne :
- 1795 Réflexions sur les bases d'une constitution par le citoyen *** (sous le pseudonyme de Louis-Philippe de Segur). Paris Imprimerie nationale, Prairial an III (70 pages)
- 1808 Rivalité de la France et de l'Angleterre
- 1818 Tables synchroniques de l'histoire de France
- 1819 Le dernier des Césars ou la chute de l'Empire romain d'Orient (poème en douze chants)
- 1820 Du gouvernement représentatif en France, Paris, Le Normant, 1820
- 1822 Du commerce de la France en 1820 et 1821, Paris, chez J-C Trouvé et chez Goujon
- 1828 Des administrations provinciales et municipales. Texte en ligne :
- 1833 Mémoires sur la Révolution de France et recherches sur les causes qui ont amené la Révolution de 1789 et celles qui l'ont suivie (4 volumes). Texte en ligne/on line : ,  și
- 1833 Essai sur l'instruction et l'éducation d'un prince au XIXeme siècle, destiné au duc de Bordeaux.[83]
- 1838 Fastes mémorables de la France
- 1839 Souvenirs (en 2 volumes), Paris, chez Ponce Lebas et Cie
- 1839 Soliman II, Attila, Aristomène.(recueil de tragédies, tirés à 200 exemplaires).[84]
- 1843 De la navigation des colonies
- Un an sur la grand'route chez Montsouris
- Le courage des françaises